# Кесинц (Арад)
Кесинц (рум. Chesinț) насеље је у Румунији у округу Арад у општини Забрани. Oпштина се налази на надморској висини од 159 m.

## Историја
По аустријском царском ревизору Ерлеру 1774. године ту у месту које припада Сентмиклошком округу, Липовског дистрикта живе измешани Срби и Власи. Пописано је 1797. године православно свештенство у "Кесенцу". Од три свештеника пароха, поп Деспот Поповић (рукоп. 1772) и поп Николаје Стојановић (1779) говорили су српским и румунским језиком, као и ђакон Христифор Поповић (1794). Док је поп Михаил Диновић (1788) знао је поред српског и немачки језик.
Био је пренумерант једне румунске књиге 1830. године поп Георгије Стојановић парох из Кесинца.
Кесинц је место у Липовском протопрезварату, које 1847. године има 2133 православца. Школске деце има 51.

## Срби у Кесинцу
Српска црква у Кесинцу је била наводно из половине 17. века (пре 240 година - било 1866). Та црква је око 1850. године престала бити српска, јер су Румуни били у знатној већини.
По државном шематизму православног клира Угарске 1846. године у месту "Keszincz", у Липовском протопрезвирату живи 1957 православаца. Православно парохијско звање је основано и воде се матице крштених и венчаних од 1779. године. Матрикуле умрлих су започете 1805. године. Месна парохијска црква је посвећена Св. Арханђелима Гаврилу и Михајлу. У месту су три пароха: Василије Деметровић, Мојсије Стојановић и Михаил Дабић, а капелан је био поп Никола Стојановић. По исту парохију спадају две парохијске филијале, Гутенбрун са 146 становника и Неудорф са 30. Постоји народна вероисповедна школа у коју иде 51 ђак, а учитељ им је Георгије Михуц.
Године 1866. било је по румунском извору у том месту 19 српских кућа. По другом, српском извору бројали су Срби око 500 душа, који су знали ко су, али их је мало српским језиком још говорило. Њихов број је стално опадао због порумуњивања мештана, а што се одвијало најпре кроз мешовите бракове. Трговац месни Герасим Дабић слао је драгоцене дописе о последњим Србима у румунском окружењу, за лист "Застава". Он се јавно залагао да се Срби црквено-школски одвоје у том месту, и раскринкао - указао је на румунске перфидне али и грубе шовинистичке поступке. Када су јануара 1866. године хтели Срби у месту да прославе Св. Саву у заједничком храму, румунски парох Мојса Димитријевић ујутро порани и узме од црквењака кључ  од цркве, под изговором да има једну жену да причести. Кључ је затим послао румунском колеги у Липову, и тако спречио преваром да се обави јутрење у храму. Било је 300 окупљених тужних и огорчених Срба са српским парохом Михаилом Дабићем испред закључане цркве. Народ се затим разишао и свако је у свом дому велики српски празник прославио. Слично је било и у школи; румунски учитељ је наложио деци да тог дана не дођу у школу. Тако је избегао могућност да се ту српски празник прослави. Нудио је зато пожртвовани Дабић јавно 4.000 ф. свог тешко стеченог капитала: 2000 ф. за издржавање српског свештеника, и исто толико новца, за издржавање српског учитеља. Од те суме би се оформио Црквено-школски српски фонд, за очување српске нације. Био је то очајнички потез, у месту у којем по његовом сведочењу ту се није две-три деценије није чуо српски говор, ни у цркви (од 1854) ни у школи. Српски су још говорили само неки старци.
Вукову књигу о српским обичајима купио је 1867. године, претплативши се поменути трговац Герасим Дабић. Посредник је био темишварски учитељ Ђорђе Јовановић.
Био је у праву племенити трговац Дабић - Срби су заиста искорењени у Липи и околини за само четврт века. По шематизму Карловачке митрополије из 1905. године ту је био само један Србин.

## Становништво
Према подацима из 2002. године у насељу је живело 1184 становника.

### Попис2002.
| Расподела становништва по националности 2002.‍ | Расподела становништва по националности 2002.‍ | Расподела становништва по националности 2002.‍ | Расподела становништва по националности 2002.‍ | Расподела становништва по националности 2002.‍ |
| --------------------------------------------- | --------------------------------------------- | --------------------------------------------- | --------------------------------------------- | --------------------------------------------- |
|                                               |                                               |                                               |                                               |                                               |
| Румуни                                        | Румуни                                        |                                               | 1.177                                         | 99,6%                                         |
| Украјинци                                     | Украјинци                                     |                                               | 5                                             | 0,4%                                          |